# Fonovisa Records
«Fonovisa Records» — американский испаноязычный лейбл, основанный Гильермо Сантисом в 1987 году. На этом лейбле начинали свою музыкальную карьеру такие известные испаноязычные исполнители, как Энрике Иглесиас, Талия и Кристиан Кастро. С 2001 года входит в состав «Universal Music Group». «Fonovisa» занимается продюсированием испаноязычных исполнителей, исполняющих музыку в мексиканском стиле.

## Артисты
- Alacranes Musical
- Алисия Вильяреаль
- Алехандро Фернандес
- Avenida 6
- After Party
- Альфредо Оливас
- Banda El Recodo
- Bronco
- Conjunto Primavera
- Кристина
- Conjunto Azabache
- Duelo
- El Potro De Sinaloa
- El Tigrillo Palma
- Grupo Exterminador
- Грасиэла Бельтран
- German Montero
- Hechizeros Band
- Ivan
- Хуан Ривера
- Хасмин Лопес
- Хосе Уэрта
- Хенни Ривера
- Lorenzo Antonio
- Los Temerarios
- La Arrolladora Banda El Limón
- Los Tigres Del Norte
- Los Tucanes de Tijuana
- Los Canelos De Durango
- Ларри Эрнандес
- Patrulla 81
- Роберто Тапиа
- Сауль Эль Хагуар
- Sparx
- El Trono De Mexico
- Vikilo

### Сотрудничавшие в прошлом
- Анаи
- Энрике Иглесиас (1995—1998)
- Кристиан Кастро (1992—1996)
- Лусеро
- Марко Антонио Солис
- Саша Сокол
- Талия
- La Mafia
- Los Bukis
- Los Palominos
- Menudo
- Noelia
- Tropa F
- Los Acuario De Mexico